# Xochimilcas
Les Xochimilcas étaient les habitants de Xochimilco, État mésoaméricain situé sur le territoire actuel du Mexique, à l'époque postclassique.
Ce peuple s'est sédentarisé à Cuahilama (es), près de l’actuelle Santa Cruz Acalpixca (es), vers la fin du XIIe siècle et leur chef Acatonalli y a fondé leur premier centre cérémoniel en 1256.
En accord avec le Codex Mendoza, les Xochimilcas ont été vaincus par les Mexicas.